# لوسيان بونابرت تشيس
لوسيان بونابرت تشيس (بالإنجليزية: Lucien Bonaparte Chase)‏ هو محامي وسياسي أمريكي، ولد في 5 ديسمبر 1817 في ديربي في الولايات المتحدة، وتوفي بنفس المكان في 4 ديسمبر 1864. حزبياً، نشط في الحزب الديمقراطي. وقد انتخب عضو مجلس النواب الأمريكي.